# Aspiro
Aspiro Group är ett IT-företag, grundat i Malmö i augusti 1998, baserat i Sverige och Norge och arbeta med mobila WAP- och innehållstjänster. Våren 2015 köptes hela verksamheten av Project Panther Bidco i USA och övergick i april 2015 från att vara ett börsbolag till ett privat aktiebolag. 

## Historia
Aspiro startades i Malmö av Jörgen Adolfsson, Christer Månsson, Klas Hallqvist och lydde sedan 2012 under den norska koncernen Streaming Media AS med huvudkontor i Oslo. Aspiro AB i Malmö är Aspiro-koncernens moderbolag. 2012 blev norska mediekoncernen Schibsted huvudägare och gjorde ett misslyckat försök att ta över samtliga aktier i bolaget. Bolaget var fram till 2 april 2015 noterat på Stockholmsbörsen. 
I mars 2015 köptes bolaget upp av Project Panther Bidco för 460 miljoner kronor med målsättningen att skapa en ny streamingtjänst med bättre ersättning till artister och musikskapare. Vid en amerikansk presskonferens 26 mars 2015, med alla de delägande världsartisterna närvarande, däribland Kanye West, Alicia Keys, Beyoncé, Rihanna, Usher, Nicki Minaj och Madonna, presenterades affären och varumärket Tidal i stor skala som en aspirerande utmanare till marknadsledande svenska Spotify.

## Verksamhet
Aspiro är ett IT-företag som säljer musikstreamingtjänsterna Tidal och WIMP Music med drygt 500 000 prenumeranter internationellt (2015). Aspiro har också tjänsten RADR Music News som är en blandning av musikvideo, musiknyhetsförmedling, reportage, musikdokumentärer och inspelade konserter. Företaget har kontor i Europa samt USA..